# Европско првенство у атлетици у дворани 1973 — 3.000 метара за мушкарце
Такмичење у  трци на 3.000 метара у мушкој конкуренцији на 4. Европском првенству у атлетици у дворани 1973. одржано је 10. и 11. марта 1973. године у Арени Ахој у Ротердаму, Холандија.
Титулу освојену у Греноблу 1972. није бранио Јурис Гриштинш из Совјетског Савеза.

## Земље учеснице
Учествовало је 21 атлетич из 12 земаља.
1. Белгија (3)
2. Бугарска (1)
3. Западна Немачка (3)
4. Источна Немачка (2)
5. Пољска  (1)
6. Совјетски Савез (2)
7. Финска (2)
8. Француска (1)
9. Холандија (3)
10. Чехословачка (1)
11. Швајцарска (1)
12. Шпанија (1)

## Рекорди
Извор:
| Рекорди пре почетка Европског првенства у дворани 1973.     | Рекорди пре почетка Европског првенства у дворани 1973. | Рекорди пре почетка Европског првенства у дворани 1973. | Рекорди пре почетка Европског првенства у дворани 1973. | Рекорди пре почетка Европског првенства у дворани 1973. | Рекорди пре почетка Европског првенства у дворани 1973. |
| ----------------------------------------------------------- | ------------------------------------------------------- | ------------------------------------------------------- | ------------------------------------------------------- | ------------------------------------------------------- | ------------------------------------------------------- |
| Светски рекорд                                              | Емил Путеманс                                           | Белгија                                                 | 7:39,2                                                  | Западни Берлин, Западна Немачка                         | 18. фебруар 1973.                                       |
| Европски рекорд у дворани                                   | Емил Путеманс                                           | Белгија                                                 | 7:39,2                                                  | Западни Берлин, Западна Немачка                         | 18. фебруар 1973.                                       |
| Рекорди европских првенстава                                | Ричард Вајлд                                            | Уједињено Краљевство                                    | 7:46,85                                                 | Беч, Аустрија                                           | 15. март 1970.                                          |
| Рекорди после завршеног Европског првенства у дворани 1973. |                                                         |                                                         |                                                         |                                                         |                                                         |
| Рекорди европских првенстава                                | Емил Путеманс                                           | Белгија                                                 | 7:44,51                                                 | Гренобл, Француска                                      | 11. март 1973.                                          |

## Сатница
| Датум          | Време | Ниво          |
| -------------- | ----- | ------------- |
| 10. март 1973. |       | Квалификације |
| 11. март 1973. |       | Финале        |

## Освајачи медаља
|                       |                         |                        |
| Емил Путеманс Белгија | Willy Polleunis Белгија | Пека Пејверинта Финска |

## Резултати

### Квалификације
За финале су се пласирала по 3 првопласирана из обе групе (КВ) и 2 на основу постигнутог резултата (кв).
| Место | Група | Атлетичар            | Земља           | Резултат | Белешка  |
| ----- | ----- | -------------------- | --------------- | -------- | -------- |
| 1.    | 1     | Емил Путеманс        | Белгија         | 7:51,02  | КВ       |
| 2.    | 1     | Герт Ајзенберг       | Источна Немачка | 3:43,99  | КВ, ЛР   |
| 3.    | 1     | Пека Пејверинта      | Финска          | 7:53.68  | КВ, НРд  |
| 4.    | 1     | Хартмут Бројер       | Западна Немачка | 7:55,18  | кв, ЛР   |
| 5.    | 1     | Бронислав Малиновски | Пољска          | 7:55,73  | кв, НРд' |
| 6.    | 1     | Минивасик Абдулин    | Совјетски Савез | 7:56,82  | ЛР       |
| 7.    | 1     | Јос Херменес         | Холандија       | 7:59,02  | ЛР       |
| 8.    | 2.    | Willy Polleunis      | Белгија         | 7:59,69  | ЛР       |
| 9.    | 2     | Егберт Нејстад       | Холандија       | 8:00,29  | КВ       |
| 10.   | 2     | Владимир Затонски    | Совјетски Савез | 8:00,74  | КВ       |
| 11.   | 2     | Мико Ала-Лепилампи   | Финска          | 8:02,04  | ЛР       |
| 12.   | 1     | Вернер Мајер         | Швајцарска      | 8:02,60  | ЛР       |
| 13.   | 2     | Ханс Дитер Шултен    | Западна Немачка | 8:03,93  | ЛР       |
| 14.   | 1     | Јохн ван дер Вансен  | Холандија       | 8:05,07  | ЛР       |
| 15.   | 2     | Антонио Бургос       | Шпанија         | 8:05,82  | ЛРС      |
| 16.   | 2     | Јозеф Јански         | Чехословачка    | 8:06,78  | ЛРС      |
| 17.   | 2     | Михаел Желев         | Бугарска        | 8:09,06  | ЛР       |
| 18.   | 2     | Јирген Хазе          | Источна Немачка | 6:09,32  |          |
| 19.   | 1     | Вили Мајер           | Западна Немачка | 8:11,84  |          |
| 20.   | 2     | Андре Орнелис        | Белгија         | 8:14.35  | ЛРС      |
| 21.   | 2     | Мишел Лует           | Француска       | 8:27,41  | ЛР       |

### Финале
| Пласман | Атлетичар            | Земља           | Резултат | Белешка |
| ------- | -------------------- | --------------- | -------- | ------- |
|         | Емил Путеманс        | Белгија         | 7:44,51  | РЕПд    |
|         | Willy Polleunis      | Белгија         | 7:51,86  | ЛР      |
|         | Пека Пејверинта      | Финска          | 7:52,97  | НРд,    |
| 4.      | Егберт Нејстад       | Холандија       | 7:54,60  | НРд     |
| 5.      | Герт Ајзенберг       | Источна Немачка | 7:55.09  |         |
| 6.      | Хајко Схарм          | Холандија       | 3:44,45  | =ЛР     |
| 7.      | Хартмут Бројер       | Западна Немачка | 8,02,20  |         |
| 8.      | Бронислав Малиновски | Пољска          | 8:07,08  |         |

## Укупни биланс медаља у трци на 3.000 метара за мушкарце после 4. Европског првенства у дворани 1970—1973.
|    | Земља                |   |   |   |    |
| -- | -------------------- | - | - | - | -- |
| 1. | Уједињено Краљевство | 2 | 0 | 0 | 2  |
| 2. | Совјетски Савез      | 1 | 1 | 1 | 3  |
| 3. | Белгија              | 1 | 1 | 0 | 3  |
| 4, | Западна Немачка      | 0 | 1 | 1 | 2  |
| 5. | Источна Немачка      | 0 | 1 | 0 | 1  |
| 6. | Шпанија              | 0 | 0 | 1 | 1  |
| 7. | Финска               | 0 | 0 | 1 | 1  |
|    | Укупно {7}           | 4 | 4 | 4 | 12 |

|    | Атлетичар       | Земља           |   |   |   |   |
| -- | --------------- | --------------- | - | - | - | - |
| 1. | Јуриј Алексашин | Совјетски Савез | 0 | 1 | 1 | 2 |